# Pod słońcem Rzymu
Pod słońcem Rzymu (wł. Sotto il sole di Roma) – włoski komediodramat z 1948 roku w reżyserii Renato Castellaniego.

## Obsada
- Oscar Blando jako Ciro
- Liliana Mancini jako Iris
- Francesco Golisano jako Geppa
- Ennio Fabeni jako Bruno
- Alfredo Locatelli jako Nerone
- Gaetano Chiurazzi jako Bellicapelli
- Anselmo Di Biagio jako lekarz
- Ferruccio Tozzi jako ojciec Ciro
- Maria Tozzi jako matka Ciro
- Alberto Sordi jako Fernando